# Yerry Mina
Yerry Mina vagy teljes nevén Yerry Fernando Mina González (Guachené, 1994. szeptember 23. –) kolumbiai válogatott labdarúgó, aki 2023-tól a Fiorentinában játszik hátvédként.

## Pályafutása

### Independiente Santa Fe
2014-ben került az Independiente Santa Fe csapatához, akikkel abban az évben bajnoki címet, 2015-ben pedig Copa Sudamericanát nyert.

### Palmeiras
2016 májusában aláírt a brazil Palmeirashoz. Július 4-én debütált új klubjában egy Sport Club do Recife elleni 3-1-es győzelem alkalmával. A következő fordulóban a Santos ellen megszerezte első gólját is. Ugyanezen a bajnokin a félidőben sérülés miatt le kellett cserélni, majd később kiderült, hogy 6-8 héten nem lesz játékra alkalmas állapotban, ezért ki kell hagynia az olimpiát. 2016-ban országos bajnoki címet szerzett a klubbal.

### Barcelona
2018. január 11-én a Barcelona hivatalosan is bejelentette Mina leigazolását, miszerint öt és féléves szerződést kötött a kolumbiai játékossal, akiért 11 800 000 eurót fizettek a Palmeirasnak, kivásárlási ára pedig 100 000 000 euró lesz ez idő alatt. Ő lett a katalán klub történetének első kolumbiai játékosa.

### Evertoɲ
2018. augusztus 8-án az Everton szerződtette 30 millió euróért.

### Fiorentina
2023. augusztus 4-én az olasz Fiorentina bejelentette a szerződtetését.

## Statisztika

### Klub
2023. május 28-án frissítve.
| Klub             | Szezon           | Bajnokság     | Bajnokság | Kupa          | Kupa | Nemzetközi    | Nemzetközi | Egyéb         | Egyéb | Összesen      | Összesen |
| Klub             | Szezon           | Pályára lépés | Gól       | Pályára lépés | Gól  | Pályára lépés | Gól        | Pályára lépés | Gól   | Pályára lépés | Gól      |
| ---------------- | ---------------- | ------------- | --------- | ------------- | ---- | ------------- | ---------- | ------------- | ----- | ------------- | -------- |
| Deportivo Pasto  | 2013             | 14            | 1         | 8             | 0    | 2             | 0          | —             | —     | 24            | 1        |
| Deportivo Pasto  | Összesen         | 14            | 1         | 8             | 0    | 2             | 0          | 0             | 0     | 24            | 1        |
| Santa Fe         | 2014             | 34            | 3         | 16            | 0    | 2             | 0          | —             | —     | 52            | 3        |
| Santa Fe         | 2015             | 23            | 2         | 8             | 0    | 212           | 1          | 2             | 1     | 54            | 4        |
| Santa Fe         | 2016             | 10            | 2         | —             | —    | 8             | 3          | —             | —     | 18            | 5        |
| Santa Fe         | Összesen         | 67            | 7         | 24            | 0    | 31            | 4          | 2             | 1     | 124           | 12       |
| Palmeiras        | 2016             | 13            | 4         | 2             | 0    | 0             | 0          | —             | —     | 15            | 4        |
| Palmeiras        | 2017             | 15            | 2         | 4             | 0    | 7             | 3          | 8             | 0     | 34            | 5        |
| Palmeiras        | Összesen         | 28            | 6         | 6             | 0    | 7             | 3          | 8             | 0     | 49            | 9        |
| Barcelona        | 2017–18          | 5             | 0         | 1             | 0    | 0             | 0          | 0             | 0     | 6             | 0        |
| Barcelona        | Összesen         | 5             | 0         | 1             | 0    | 0             | 0          | 0             | 0     | 6             | 0        |
| Everton          | 2018–19          | 13            | 1         | 2             | 0    | —             | —          | —             | —     | 15            | 1        |
| Everton          | 2019–20          | 29            | 2         | 4             | 0    | —             | —          | —             | —     | 33            | 2        |
| Everton          | 2020–21          | 24            | 2         | 5             | 1    | —             | —          | —             | —     | 29            | 3        |
| Everton          | 2021–22          | 13            | 0         | 1             | 1    | —             | —          | —             | —     | 14            | 1        |
| Everton          | 2022–23          | 7             | 2         | 1             | 0    | —             | —          | —             | —     | 8             | 2        |
| Everton          | Összesen         | 86            | 7         | 13            | 2    | 0             | 0          | 0             | 0     | 99            | 9        |
| Fiorentina       | 2023–24          | 0             | 0         | 0             | 0    | —             | —          | —             | —     | 0             | 0        |
| Fiorentina       | Összesen         | 0             | 0         | 0             | 0    | 0             | 0          | 0             | 0     | 0             | 0        |
| Karrier összesen | Karrier összesen | 200           | 21        | 52            | 2    | 40            | 7          | 10            | 1     | 301           | 31       |

## Sikerei, díjai

### Klub
Palmeiras
- Brazil országos bajnok: 2016

Santa Fe
- Copa Sudamericana: 2015
- Kolumbiai bajnok: 2014
- Kolumbiai Szuperliga: 2015

Barcelona
- Spanyol bajnok: 2017–18
- Spanyol kupa: 2017–18

### Válogatott
Kolumbia
- Copa América: 3. hely 2016, 2021

### Egyéni
- Série A év csapata: 2016[13]
- Paulista állami labdarúgó-bajnokság év csapata: 2017[14]